# Aphrogenia alba
Aphrogenia alba är en ringmaskart som beskrevs av Johan Gustaf Hjalmar Kinberg 1856. Aphrogenia alba ingår i släktet Aphrogenia och familjen Aphroditidae. Inga underarter finns listade i Catalogue of Life.